# Молодик (альманах)

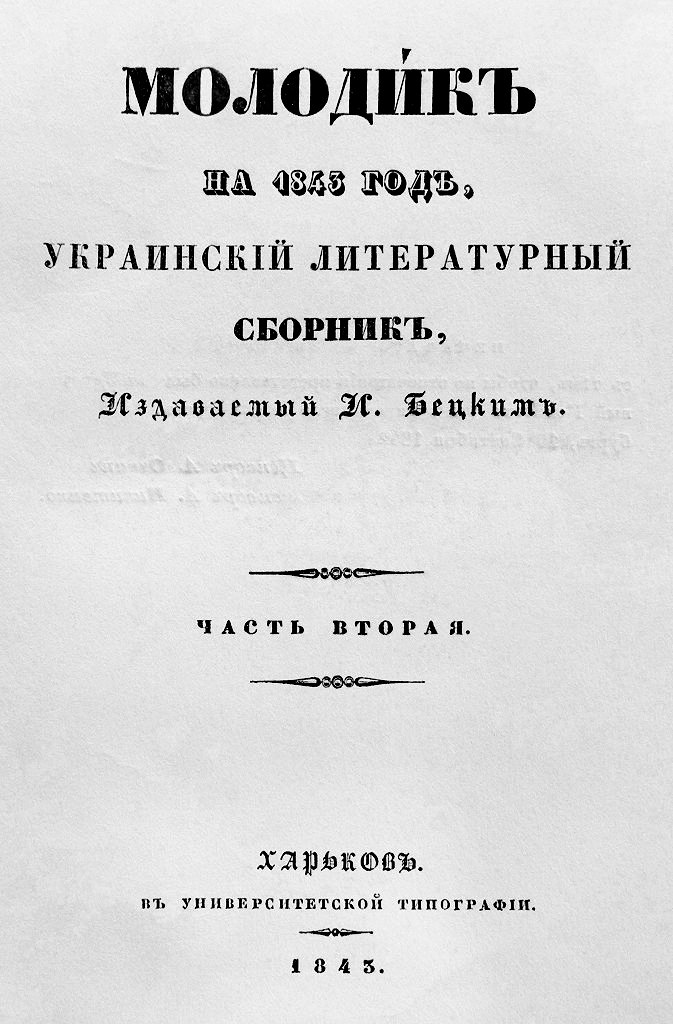
Альманах «Молодик»,
1843 рік, частина II.
Титульний аркуш.

Молодик — український альманах, який у 1843–1844 роках видавав І. Бецький за допомогою Г. Квітки-Основ'яненка, В. Н. Каразіна, М. Костомарова та інших. Дві книжки у 1843 р. та одну у 1844 р. видано у Харкові, останню, четверту — у 1844 р. у Санкт-Петербурзі. Було заплановано наступні випуски з перспективою перетворення на періодичний журнал, але ці плани не здійснилися.
В книгах альманаху друкувалися художні твори багатьох українських та російських письменників, історичні й історико-літературні матеріали а також переклади Жана-Поля, Анрі-Огюста Барб'є, В. Гюго. Але основною своєю метою видавець бачив матеріали, присвячені Україні:
|  | Главными же, по внутренней цѣли изданія, остаются по прежнему мѣстныя статьи, относящіяся къ исторіи и статистикѣ Украины, матеріалы, памятники старины, біографіи замѣчательныхъ людей, лучшія произведенія изящной словесности на малороссійскомъ языкѣ, и пр. и пр. |